# Caves de la Chartreuse

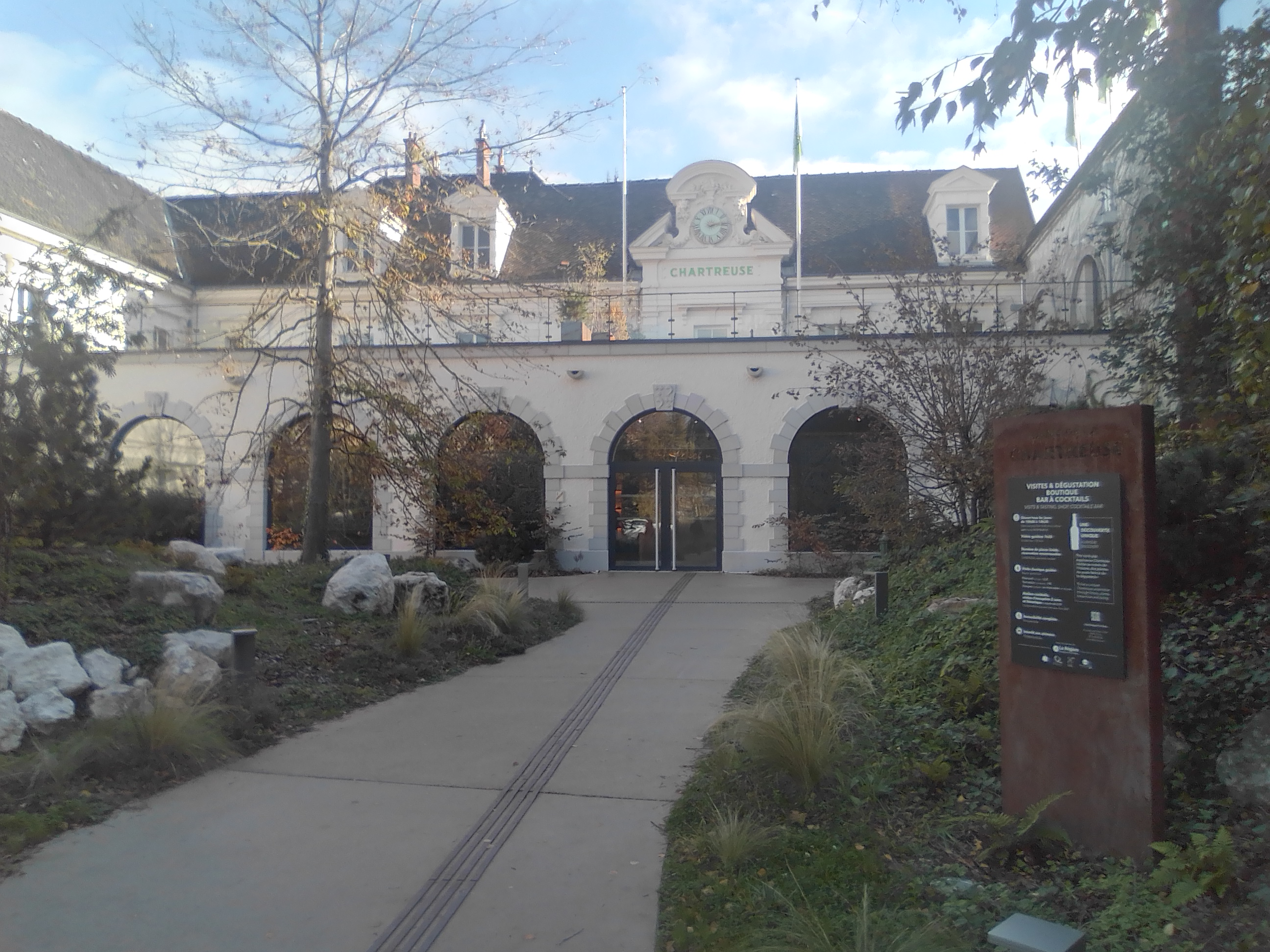
Entrée des caves de la Chartreuse à Voiron

Les caves de la Chartreuse, situées à Voiron (Isère) sont un des lieux de production et de distribution de la liqueur du même nom élaborée par les Pères Chartreux.
Couplé à un musée qui retrace les grandes périodes de l’histoire de l'Ordre des chartreux de 1084 à nos jours, le site des caves, qui accueille de nombreux visiteurs, comprend également des ateliers dont un est lié à la préparation de cocktails à base de Chartreuse.

## Historique

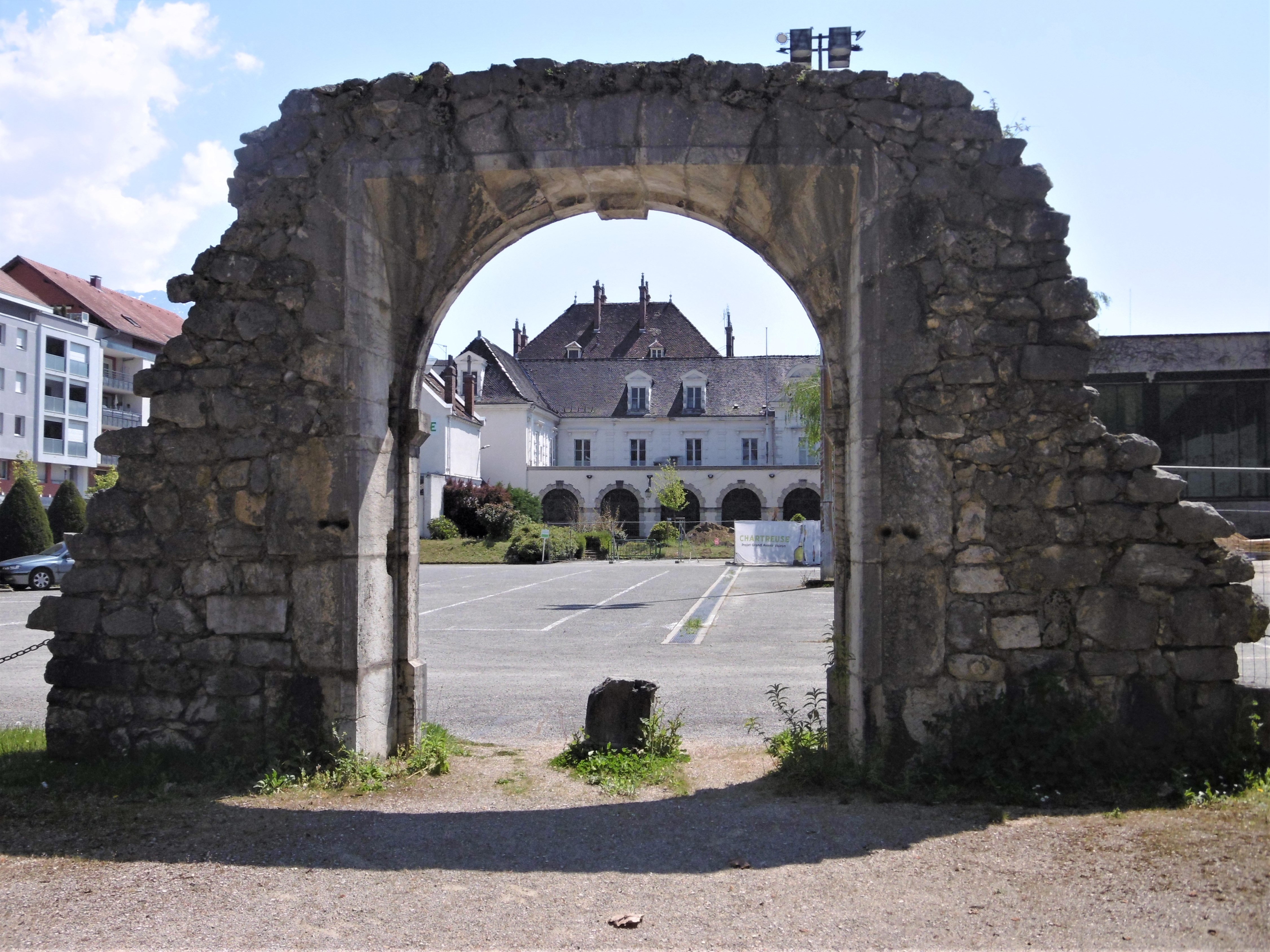
Entrée des caves de Chartreuse en 2020 (avant les travaux de restructuration

Après avoir longtemps fabriqué cette liqueur sur le site de la Grande Chartreuse, puis à Fourvoirie, sur la commune de Saint-Laurent-du-Pont, les moines chartreux sont expulsés de France en 1903.
Les chartreux réinstallèrent dès 1921, avec l’accord tacite du gouvernement, une distillerie à Marseille, où ils produisent leur liqueur sous le nom de Tarragone. La distillerie de Fourvoirie, qui a entre-temps redémarré, un temps reprise par la Compagnie Fermière de la Grande-Chartreuse finit par être détruite dans la nuit du 4 au 5 décembre 1935 à la suite d'un glissement de terrain. Durant cette même période, une nouvelle distillerie de chartreuse est construite dans la partie basse de la ville de Tarragone en Espagne.
La production de la liqueur reprend progressivement aux caves de la Chartreuse à Voiron où trois frères chartreux viennent fabriquer l’élixir et veiller à son vieillissement. À partir de 1989, date à laquelle la distillation a été arrêtée à Tarragone, la liqueur est produite en Isère à Voiron jusqu'en 2018, puis sur le site d'Aiguenoire à Entre-Deux-Guiers.
Après dix-huit mois d'importants travaux de rénovation, les caves de la chartreuse de Voiron ont rouvert leurs portes au public en 2022. Ce chantier a été entrepris dans le cadre du vaste projet baptisé « Grand avenir », conservant ainsi la plus longue cave à liqueur du monde, construite en 1860 et rallongée en 1866. C'est d'ailleurs dans ces caves que s'est déroulé le dîner de gala des Jeux olympiques de Grenoble en 1968.

## Présentation et description

### Situation
Les caves de la Chartreuse sont situées sur le territoire de la commune de Voiron, le long de la RD 1075 (ex nationale 75) au Boulevard Edgar Kofler, et à proximité immédiate de la gare ferroviaire de la ville. Positionnée en face de la bibliothèque municipale et d'un lycée de la ville, le site est desservi par des lignes régulière de bus.

### Le site
Le site des caves de la Chartreuse se présente au public sous la forme d'un musée dont le point principal est la visite de l'ensemble des caves d'une dimension de 164 mètres de long avec une boutique consacrée à la vente de produits ainsi qu'un salon de dégustation,. La partie muséale présente 1 200 objets liés à l'histoire de la Chartreuse, du monastère et du site des Caves.
En 1986, le site accueillait près de 200 000 visiteurs. Avant sa rénovation des années 2020, le site comprenait en plus de la visite des caves, une exposition permanente à l'étage retraçant l'histoire de la liqueur et de ses sites ainsi qu'un film en 3D commenté par Robert Hossein sur l'histoire des chartreux.